# Олимпийско примирие
Олимпийското примирие е традиция, произлизаща от Древна Гърция и датирана към 776 пр.н.е., при която преди и по време на олимпийски игри се провъзгласява примирие в града-домакин – Елида, гарантиращо на атлетите и зрителите, че ще могат да пътуват от и до родните си места без страх от нападение.
През 1992 година Международният олимпийски комитет (МОК) възобновява тази традиция, като призовава всички държави по света да спазват примирието по време на съвременните олимпийски игри. Олимпийското примирие е учредено с Резолюция 48/11 на Обединените нации от 25 октомври 1993 година, както и с Декларацията на хилядолетието на ООН, свързана със световния мир и сигурност. В съвременната традиция Олимпийското примирие започва една седмица преди официалното откриване на олимпийските игри и завършва една седмица след заключителната церемония на параолимпийските игри.

## Лого
Официалното лого на олимпийското примирие е лого, съставено от три елемента: гълъб на мира, пламък и петте олимпийски кръга. По думите на Ставрос Ламбринидис, директор на Международния център за Олимпийско примирие, „преди всичко Олимпийските игри са време за мир между хората от всички култури, религии и етнос. Спортът няма да наложи мира, но може да го вдъхнови и ако ние можем да имаме мир за 16 дни, то тогава може би можем да имаме мир завинаги“.

## История
ООН подкрепя Олимпийското примирие и преди всяко издание на летните и зимните олимпийски игри приема резолюция, наречена „За изграждане на един мирен и по-добър свят чрез спорта и олимпийския идеал“. Страните-членки на ООН се призовават да спазват Олимпийското примирие и да работят за уреждането на международните противоречия по мирен и дипломатически път. Великобритания е първата държава успяла някога да накара всички 193 страни-членки на ООН да подпишат резолюцията на ООН за олимпийското примирие преди Летните олимпийски игри 2012.

## Нарушения на олимпийското примирие
И трите случая на нарушаване на Олимпийското примирие са извършени от Руската федерация както следва:
- 2008: Руско-грузинската война[6]
- 2014: Анексирането на Крим от Русия[7]
- 2022: Руското нападение над Украйна, което започва на 24 февруари в периода между края на Зимните олимпийски игри 2022 и началото на Зимните параолимпийски игри 2022.[8]